# Lista de personagens de Diary of a Wimpy Kid
Esta é uma lista de personagens da série animada literária Diary of a Wimpy Kid de Jeff Kinney, bem como nas adaptações cinematográficas do primeiro segundo, e terceiro livros. Os livros tomam o formato dos diários mantidos pelo protagonista, Greg Heffley.

## Personagens principais

### Greg Heffley
Gregory "Greg" Heffley tem 12 anos no primeiro romance. As ações de Greg podem ser antagônicas às vezes, incluindo aterrorizar crianças, tentar roubar dinheiro de uma cesta de coleta de igrejas, confessar, colar de outros estudantes, fazer brincadeiras de mal gosto com seu melhor amigo, vender falsamente propaganda de "água de fitness" e rezar por coisas ruins. coisas para acontecer com os outros. No entanto, ele também demonstra um grau de bondade em algumas de suas ações. Ele ajuda seu irmão com o dever de casa, arruma uma data para um amigo e perdoa seus amigos. Greg é interpretado por Zachary Gordon e Jason Drucker nos filmes.

### Rowley Jefferson
Rowley Jefferson é o melhor amigo de Greg. No primeiro livro, Rowley é um antagonista do ponto de vista de Greg, enquanto tecnicamente em terceira pessoa, Greg é o antagonista e Rowley é o protagonista. Em Diário de um Banana: Dias de Cão, eles se separam depois que Rowley prejudica as chances de Greg ganhar um campeonato de videogame, mas eles se reencontram no final de Diário de um Banana: A Verdade Nua e Crua. No final de Diario de um Banana:Segurando Vela, Rowley começa a namorar Abigail Brown, uma garota que foi originalmente a namorada de Greg para o baile do Dia dos Namorados. Este enredo continua em Diario de um Banana: Maré de Azar, onde ele abandona Greg para sua nova namorada Abigail. No final do livro, o casal termina e ele se torna amigo de Greg novamente.
Rowley tem o que Greg considera estranhos interesses para sua idade e sexo, como gostar de um cantor para "meninas de seis anos" chamado Joshie e figuras de ação que Greg acredita serem para crianças mais novas. Rowley é também o dono da Tira de quadrinhos ou banda desenhada Epa Neném. Rowley afirma que Greg não tinha nada a ver com a história em quadrinhos no primeiro livro, um raro movimento antagonista dele. Na série de filmes, Rowley é interpretado por Robert Capron e Owen Asztalos. A menor aparição de Rowley foi em Diário de um Banana: Caindo na Estrada, onde ele é mencionado apenas em uma página.

### Frank Heffley
Frank Heffley é o pai exagerado mas bem-intencionado de Greg. Ele é bem interessado na História dos Estados Unidos, e sua réplica de um campo de batalha da Guerra Civil em um ponto da trama. Em Rodrick é o Cara, Frank está sempre nervoso com Rowley, não aprecia a habilidade de Greg em video-games, detesta heavy metal, e adolescentes. Em Rodrick Rules, depois do jantar de Ação de Graças, Frank liga o termostato para que todos saiam. Ele tenta endurecer Greg e ameaça enviá-lo para uma academia militar em The Last Straw, embora no final isso não se concretize, para alívio de Greg. No entanto, Greg e Frank crescem juntos em Dog Days, apesar de um breve período em que Frank não fala com Greg depois de quase ser preso.
Frank é viciado em junk food  e doces em The Last Straw, ele faz uma promessa de Ano Novo para seguir uma dieta rigorosa, mas depois Greg o pega na garagem comendo brownies. Ele também come lanches destinados a Greg, o que lhe causa sérios problemas na escola, e ele acaba sendo pego depois que Greg se esconde em uma pilha de roupa à noite para pegar o ladrão.
Frank é retratado por Steve Zahn nos três primeiros filmes da série de filmes Diário de um Wimpy Kid. No Diary of a Wimpy Kid: The Long Haul, ele é interpretado por Tom Everett Scott.

### Susan Heffley
A mãe de Greg Heffley e seus dois irmãos. Susan, embora muito carinhosa e maternal, também é embaraçosa, superprotetora, hipócrita, distraída e ingênua. Susan também pode ser antiquada e fora de sintonia com os tempos modernos, agindo como se ela soubesse em que coisas a idade das crianças Greg e Rodrick estão quando, na realidade, ela não sabe. Ela não gosta de tecnologia fazendo com que ela e a família tenham suas diferenças. Ela acredita que sua família está distante da tecnologia. Ela também quer se tornar uma boa mãe na frente de seus colegas. Ela e seu marido prestam muito mais atenção a Manny do que seus outros dois filhos. Ela é retratada por Rachael Harris nos três primeiros filmes da série de filmes Diário de um Banana. Em Diary of a Wimpy Kid: The Long Haul, ela é retratada por Alicia Silverstone. Na versão online do primeiro livro, Susan era conhecida como Ann Heffley.

### Manny Heffley
Manny Heffley é o irmão mais novo de Greg e Rodrick, e o mais novo da família Heffley. Ele é uma criança mimada que é constantemente animado por sua mãe sendo que ele está na infância. Ele faz um grande número de exigências e lança grandes acessos de raiva se elas não forem cumpridas. Entre as características mais conhecidas de Manny estão sua recusa em ser treinada em banheiros e sua total incapacidade de permanecer na creche. Ele frequentemente prejudica a propriedade de Greg e usa sua idade como uma desculpa para fazê-lo. Ele foi descrito como tendo "um nariz que é mais longo que seu corpo". Sempre que vão de férias, Manny acaba arruinando-o e sai impune. O excessivo mimo que ele recebe de seus pais enfurece Greg. Ele também tira proveito de seu excesso de indulgência. Muitas vezes, está implícito que seu pai, Frank está frustrado com Manny, especialmente quando se trata de treinamento potty e fazendo seu filho desistir de sua chupeta. É revelado em The Third Wheel que Manny tem amigos imaginários, a quem ele culpa por seu mau comportamento. Apesar de ser apenas uma criança de atitude mimada, Manny mostra sinais de possuir mais inteligência do que ele parece ter. Ele é o neto favorito de sua avó, embora ele negue isso. Nos três filmes baseados nos quatro primeiros livros, Manny é retratado por Connor e Owen Fielding. No filme, Diary of a Wimpy Kid: The Long Haul, ele é interpretado por Wyatt e Dylan Walters.

### Rodrick Heffley
Rodrick é o irmão mais velho e agressivo de Greg. Ele é o baterista de uma banda de garagem chamada "Löded Diper" (fralda carregada), conhecida por seus concertos de heavy metal abaixo do padrão e habilidades musicais limitadas. O Rodrick não é uma exceção à notória desconfiança de Frank em relação a todos os adolescentes. Em Diary of a Wimpy kid (os originais), Rodrick brincou com seu irmão mais novo.
Rodrick é famoso por sua natureza rebelde estereotipada, fingindo doença como em Rodrick Rules, de modo a poder permanecer em casa para dar uma festa caótica durante a ausência de seus pais, apenas para que as evidências apareçam em fotografias recém-desenvolvidas que são rapidamente descobertas por os pais dos meninos. Ele intimida muito Greg e faz muitas brincadeiras que destroem a vida de Greg e de sua família. Rodrick também possui tendências incompetentes, já que suas atribuições escolares são notoriamente grosseiras e idiotas. Ele assume que Abraham Lincoln foi o autor de To Kill a Mockingbird e, com a ajuda de Greg, baseia uma apresentação científica em torno da hipótese de se as plantas espirram ou não. Rodrick também comete muitos erros idiotas, como acreditar que um mini-cofre é um micro-ondas e a massa de pão de canela que explodiu em todo o carro era o cérebro dele. Suas habilidades de ortografia também são ruins, e ele dedica muito tempo para atormentar Greg. Nos livros, Rodrick é dono e dirige uma van branca, que ostenta o nome de sua banda escrito em letras pretas grandes, em ambos os lados e não tem nenhum banco de trás, o motivo é que o Rodrick precisa de espaço para seu equipamento de banda. Na série de filmes, a van é revelada como uma van Chevrolet Astro AWD de 1996, que também ostenta um broche de fralda desenhado nas portas traseiras. Em Rodrick Rules, Greg é assombrado pelo fato de que Rodrick sabe sobre sua experiência mais mortificante durante o verão. Isso o assombra quando ele retorna à escola. No entanto, seus medos são rapidamente aliviados depois que a história se torna distorcida para a vantagem de Greg, devido a ser passada por tantas pessoas, aumentando temporariamente sua popularidade. No final da adaptação cinematográfica de Rodrick Rules, ele está muito mais perto de Greg, e suas ações para ele se tornam muito menos agressivas. Isso também é mostrado na adaptação cinematográfica de Dog Days quando o Rodrick agradece ao Greg por conseguir um show no Heather Hills 'Sweet 16. Na série baseada nos livros, Rodrick é interpretado por Devon Bostick. No filme, Diary of a Wimpy Kid: The Long Haul, Rodrick é interpretado por Charlie Wright.